# ASIOP FC
Akademi Sepakbola Intinusa Olah Prima Football Club (gewoon bekend als ASIOP FC ) is een Indonesische voetbalclub gevestigd in Zuid-Jakarta, Jakarta . De club concurreert momenteel in Liga 4 . 
ASIOP is opgericht in 1997 en is een club die begon als een voetbalacademieclub . Tot nu toe is het een van de beste voetbalacademies in Indonesië geworden. ASIOP heeft verschillende successen behaald op lokale, nationale en internationale kampioenschappen. 

## Geschiedenis
ASIOP was aanvankelijk een voetbalschool, opgericht op 28 september 1997, met als doel om op jonge leeftijd een hobby of talent te kanaliseren in voetbal. De ASIOP Football Academy beschikt over ervaren en gediplomeerde trainers met een AFC B- en/of C-licentie. Ook worden ze bijgestaan door gediplomeerde trainers. 
Tot nu toe blijft ASIOP professionele en nationale teamspelers produceren. Momenteel zijn er verschillende spelers geproduceerd door ASIOP, van wie sommigen een carrière hebben in Indonesische professionele competities en ook deel uitmaken van het nationale team, of ooit in het buitenland hebben gespeeld. Enkele voorbeelden zijn: Andritany Ardhiyasa, Egi Melgiansyah, Adixi Lenzivio, Airlangga Sutjipto, Syamsir Alam, Fahreza Agamal, Achmad Jufriyanto, Billy Keraf, Zahra Muzdalifah, Khairul Imam Zakiri en Rendy Juliansyah . 

## Spelers
Bijgewerkt per 26 February 2024 Let op: Vlaggen geven het nationale team aan zoals gedefinieerd in de FIFA-speelgerechtigdheidsregels; er gelden enkele beperkte uitzonderingen. Spelers mogen meer dan één niet-FIFA-nationaliteit hebben.
| No. | Pos. | Nation | Player                       |
| --- | ---- | ------ | ---------------------------- |
| 1   | GK   | IDN    | Alviba Koto                  |
| 2   | DF   | IDN    | Ramadhani                    |
| 3   | DF   | IDN    | Arighi Fauzan                |
| 4   | MF   | IDN    | Muhammad Dharma              |
| 5   | DF   | IDN    | Muhammad Irsan               |
| 6   | MF   | IDN    | Rafif Putra                  |
| 8   | MF   | IDN    | Heriansyah Yan               |
| 9   | FW   | IDN    | Airlangga Sutjipto (captain) |
| 10  | MF   | IDN    | Rahman Effendi               |
| 11  | FW   | IDN    | Muhlis                       |
| 12  | DF   | IDN    | Raihan Abdul                 |
| 13  | DF   | IDN    | Ikhsan Hidayah               |

| No. | Pos. | Nation | Player          |
| --- | ---- | ------ | --------------- |
| 14  | DF   | IDN    | Mukhti Arya     |
| 15  | DF   | IDN    | Robby Garcel    |
| 16  | DF   | IDN    | Teguh Pangestu  |
| 17  | FW   | IDN    | Bagoes Salam    |
| 18  | DF   | IDN    | Ahmad Wahyudin  |
| 19  | FW   | IDN    | Vieri Donny     |
| 20  | MF   | IDN    | Tezar Briantama |
| 21  | GK   | IDN    | Eka Akbar       |
| 22  | FW   | IDN    | Ibrahim Faisal  |
| 23  | MF   | IDN    | Junior Haq      |
| 26  | MF   | IDN    | Nur Ichwan      |
| 27  | FW   | IDN    | Abdullah Yasin  |
| 30  | GK   | IDN    | Rafii Ilham     |

## Aangesloten clubs
- Brooklyn United[6]

ASIOP werkt samen met een club uit de Verenigde Staten, Brooklyn United. De twee academies bouwen een internationaal strategisch partnerschap op voor de ontwikkeling van jeugdvoetbal. 
In de toekomst zullen Brooklyn United en ASIOP spelers en coaches naar elkaar sturen om de ontwikkeling van ASIOP-spelers en -coaches te bevorderen. ASIOP en Brooklyn United zullen ook elkaars academieteams naar elk toernooi in New York sturen, evenals naar internationale toernooien die door ASIOP worden georganiseerd. Daarnaast zullen ze hun kennis en ervaring delen in het runnen van academiemanagement in alle leeftijdscategorieën, evenals in het managen van commerciële sponsoring. 
- Shonan Bellmare[8]

## Sponsoring
De officiële teamsponsors zijn als volgt:
Sponsoren
- Mills Sport
- SriLankan Airlines
- Sompo Verzekeringen Indonesië
- AQUA
- Transtama Logistics
- Ethiopische luchtvaartmaatschappijen
- PT City Trans Utama
- MRA
- PT Arminareka Perdana
- PT Inti Sukses Garmindo
- PT Panca Prima Maju Bersama (PPMB)

## Eervolle vermeldingen
- Liga 3 Jakarta
  - Kampioenen: 2023–24
  - Tweede plaats: 2021 [9]
- Liga 4 Jakarta
  - Tweede plaats: 2024–25